# Liste der Schwimmbäder in Dresden
Die Liste der Schwimmbäder in Dresden enthält alle in Betrieb befindlichen Hallen- und Freibäder in der sächsischen Landeshauptstadt Dresden.

## Beschreibung

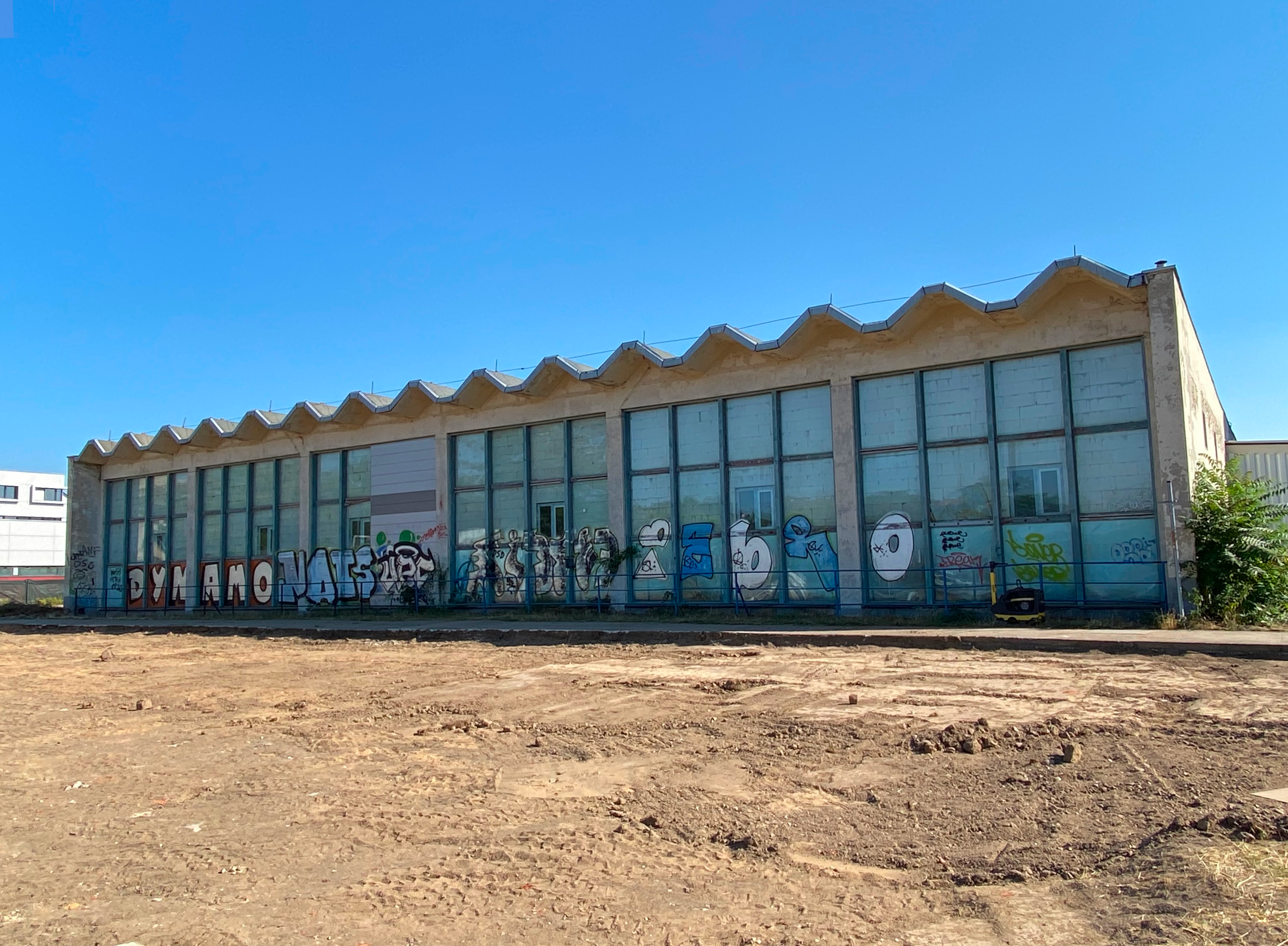
Schwimmhalle Steinstraße, 2022

Dresdens älteste Schwimmhalle ist das Nordbad, das 1895 eröffnet wurde. In der 1969 errichteten und 2016 erweiterten Schwimmhalle Freiberger Platz mit angeschlossener Springerhalle fanden nationale Wettkämpfe der DDR und nach 1990 auch wichtige Schwimmveranstaltungen der Bundesrepublik statt. Ebenfalls in der DDR gebaut wurden die Schwimmhalle Steinstraße (erste Volksschwimmhalle vom Typ C, 1969 eröffnet, 2001 geschlossen, 2023 abgerissen) und die Schwimmhalle Prohlis (1988, ab 2020 durch einen Neubau ersetzt). Das Sachsenbad in Pieschen war von 1928 bis 1994 in Betrieb. Geschlossen wurden außerdem das Cottaer Hebbelbad (1970er Jahre) und das Niedersedlitzer Lehrschwimmbecken (2000). Durch den Zweiten Weltkrieg wurden das Güntzbad in der Pirnaischen Vorstadt und das Striesener Centralbad Wiesinger zerstört.
Als Flussschwimmbäder existierten entlang der Elbe bis 1947 diverse Freibäder. Sie wurden ebenso geschlossen wie die Freibäder in den Stadtteilen Bühlau (2006), Klotzsche (2004), Lockwitz (1950), Niedersedlitz (2002) und Weißer Hirsch (1940). Noch einige weitere, darunter das Lahmann-Sanatorium auf dem Weißen Hirsch, wurden Ende des 19. und 20. Jahrhunderts geschlossen.
2013 wurden die kommunalen Dresdner Schwimmbäder aus dem städtischen Sportstätten- und Bäderbetrieb in die Dresdner Bäder GmbH, eine Tochter der Technischen Werke Dresden, ausgegliedert. Daneben existieren Bäder außerhalb städtischer Trägerschaft, etwa die Schwimmhalle Marienallee, die von der Offizierschule des Heeres, aber nicht für öffentlichen Badebetrieb genutzt wird, oder das Zschonergrundbad, für das ein eingetragener Verein verantwortlich zeichnet.
Derzeit existieren in Dresden acht Hallenbäder, zehn Freibäder sowie zwei von der Dresdner Bäder GmbH betriebene offene Badestellen. Die Mehrheit der Hallenbäder sind Sportbäder, das Elbamare ist ein reines Erlebnisbad. Georg-Arnhold-Bad sowie die Schwimmhalle in Prohlis sind Kombibäder, die Sport- und Erlebnisbad sowie Freibad in einem Komplex beheimaten.

## Liste der Schwimmbäder

### Legende
- Name: Name des Schwimmbads
- Typ: Typ des Schwimmbads
- Adresse/Lage: Anschrift des Schwimmbads im Dresdner Stadtteil mit Link auf die Geokoordinaten des Bades.
- Beschreibung: kurzer Überblick zum Schwimmbad
- Bild: Darstellung des Schwimmbades

### Hallenbäder
| Name                                 | Adresse/Lage                                     | Typ         | Beschreibung | Bild                                    |
| ------------------------------------ | ------------------------------------------------ | ----------- | --- | --------------------------------------- |
| Schwimmhalle Bühlau                  | Bühlau, Bautzner Landstraße 92 c (Lage)          | Sportbad    | Die Bühlauer Schwimmhalle wurde am 9. Januar 2016 eröffnet, der Baustart auf dem Gelände des ehemaligen Straßenbahnhofs Bühlau war am 31. März 2014. Die Planungen für eine Schwimmhalle in der Gegend gab es seit der Eingemeindung von Schönfeld-Weißig nach Dresden im Jahr 1999, deren Eingemeindungsvertrag die Errichtung eines Bades in der Ortschaft vorsah. Später wurde dieses Projekt ins zentraler gelegene Bühlau verlegt. Die Schwimmhalle mit angeschlossener Sauna hat ein 25-Meter-Schwimmbecken mit sechs Bahnen sowie ein Lehrschwimmbecken mit den Abmessungen 16 × 10 Meter. Eine Besonderheit des Bades ist eine von der Schwimmhalle zugängliche Infrarotwärmekabine, die in Anlehnung an das ehemalige Tramdepot einer Straßenbahn nachempfunden ist. Daten: - Wasserfläche: 615 m² - Besucher 2022: 50.710 | Eingangsbereich der Schwimmhalle Bühlau |
| Elbamare                             | Gorbitz, Wölfnitzer Ring 65 (Lage)               | Erlebnisbad | Ursprünglich war für das Neubaugebiet Gorbitz nur ein Sportbad als Typenbau geplant, dessen Rohbau bis 1990 fertiggestellt wurde. Nach der Wende erfolgte die Umplanung in ein privatwirtschaftlich geführtes Freizeit- und Erlebnisbad, das 1995 eröffnet wurde. Das Bad verfügt neben einem Erlebnis- und Außenbecken auch über eine Röhrenrutsche sowie ein 4×25-Meter-Sportbecken und eine Saunalandschaft. Der private Eigentümer vermietet das Bad an die Dresdner Bäder GmbH. Der Mietvertrag endet zum 15. März 2025, der weitere Betrieb ist offen. Es gibt einen erheblichen Sanierungsstau. Eine Modernisierung würde rund 20 Millionen Euro kosten. Daten: - Wasserfläche: 613 m² - Besucher 2023: 66.000 | weitere Bilder                          |
| Schwimmsportkomplex Freiberger Platz | Wilsdruffer Vorstadt, Freiberger Platz 1a (Lage) | Sportbad    | Die Schwimmhalle entstand in den Jahren 1968 und 1969 direkt neben der bereits 1964 errichteten Sprunghalle. Ihre Architektur mit dem geschwungenen Dach wurde Vorbild für weitere Schwimmhallen in der DDR, etwa in Leipzig. Der Altbau, der bis dahin Dresdens einzige 50-Meter-Bahn sowie ein Lehrschwimmbecken beheimatete, wurde 2015/2016 durch eine zweite 50-Meter-Schwimmhalle zum „Schwimmsportkomplex“ erweitert. Anschließend wurde der Altbau von 2017 bis 2019 saniert und ein neuer gemeinsamer Eingangsbereich für beide Schwimmhallen sowie eine Sauna errichtet. Daten: - Wasserfläche: 2.408 m² - Besucher 2022: 113.093 | weitere Bilder                          |
| Georg-Arnhold-Bad                    | Pirnaische Vorstadt, Helmut-Schön-Allee 2 (Lage) | Kombibad    | Das Kombibad wurde 1997 neben dem bereit bestehenden Freibad eröffnet. In den Jahren 2015 bis 2017 erfolgte eine Instandsetzung des Bades sowie der Anbau einer Saunalandschaft. Das Bad verfügt über ein 25-Meter-Sportbecken mit vier Bahnen sowie ein Freizeitbecken, ein Außenbecken sowie eine Rutsche. Daten: - Wasserfläche: 567 m² - Besucher 2022: 150.443 | weitere Bilder                          |
| Schwimmhalle Klotzsche               | Klotzsche, Zum Windkanal 14 (Lage)               | Sportbad    | Die denkmalgeschützte Schwimmhalle wurde 1935 für die 1. Flugbetriebs- und Werftkompanie errichtet. Das Bad hat ein 5×25-Meter-Schwimmbecken und wird vorwiegend durch Vereins- sowie Schulsport genutzt. Der bauliche Zustand des Bades macht einen Ersatzneubau erforderlich, der sich seit 2018 in Planung befindet. Daten: - Wasserfläche: 312 m² - Besucher 2022: 10.955 | weitere Bilder                          |
| Schwimmhalle Marienallee             | Albertstadt, Marienallee 14 (Lage)               | Sportbad    | Die Schwimmhalle Marienallee ist eine nichtöffentliche Schwimmhalle, die der Offizierschule des Heeres angegliedert ist und von der Bundeswehr genutzt wird. |                                         |
| Nordbad                              | Äußere Neustadt, Louisenstraße 48 (Lage)         | Familienbad | Das Nordbad ist das älteste Hallenbad Dresdens, es wurde 1894 erbaut und 1895 eröffnet. Es befindet sich im zweiten Hinterhof der Louisenstraße 48. Wegen fehlender finanzieller Mittel musste die Schwimmhalle 1974 geschlossen werden, andere Teile des Bades waren noch bis 1982 in Betrieb. In der Nachwendezeit wurde das Bad bis 1997 saniert und wiedereröffnet. Das zuvor privat betriebene Nordbad wird seit 2018 ebenfalls durch die Dresdner Bäder GmbH bewirtschaftet. Kern des unter Denkmalschutz stehenden Nordbades ist das 16 × 8 m große Schwimmbecken. Zudem gibt es ein Planschbecken, eine Saunalandschaft sowie eine Liegewiese im Freien. Daten: - Wasserfläche: 128 m² - Besucher 2019: 55.419 | weitere Bilder                          |
| Kombibad Prohlis                     | Prohlis, Georg-Palitzsch-Straße 50 (Lage)        | Kombibad    | Die erste Prohliser Schwimmhalle mit einer 4×25-Meter-Bahn und einem Lehrschwimmbecken wurde zunächst 1988 als DDR-Typenbau errichtet. In den Jahren 2020/2021 wurden sowohl Schwimmhalle als auch Freibad als Kombibad unter anderem mit Röhrenrutschen, 6×25-Meter Sportbecken, Erlebnis- und Planschbecken sowie einem Sprungturm neu gebaut, die alte Schwimmhalle anschließend abgerissen. Daten: - Wasserfläche: 730 m² - Besucher 2022: 116.636 | weitere Bilder                          |

### Freibäder
| Name                  | Adresse/Lage                                        | Beschreibung | Bild                            |
| --------------------- | --------------------------------------------------- | --- | ------------------------------- |
| Stauseebad Cossebaude | Cossebaude, Meißner Straße 26 (Lage)                | Das 1936 eröffnete Stauseebad Cossebaude befindet sich am Unteren Staubecken des 1930 eröffneten Pumpspeicherwerks Niederwartha. Es ist das jährlich meistbesuchte Dresdner Freibad. Die Wasserfläche des Sees beträgt etwa 45.000 m². Im Stauseebad gibt es auch ein Nichtschwimmer- und ein Planschbecken, eine Wasserrutsche und eine kastaniengesäumte Liegewiese. Der Energiekonzern Vattenfall, der das Pumpspeicherwerk Niederwartha betreibt und Eigentümer des unteren Staubeckens ist, hat die vorläufige Stilllegung des Kraftwerks Ende 2020 bei der Bundesnetzagentur angezeigt. Die Stadt Dresden pachtet das Gelände von Vattenfall auf jährlicher Basis und will das Bad auch nach kompletter Stilllegung des Kraftwerks 2024 weiter erhalten. Daten: - Wasserfläche (Bad): 3.665 m² - Besucher 2022: 50.307 | Unteres Staubecken Niederwartha |
| Freibad Cotta         | Cotta, Hebbelstraße 33 (Lage)                       | Das 1908 eröffnete Freibad Cotta wurde 1946 von der Stadt Dresden übernommen. Eine Schließung der Anlage wurde 2004 abgewendet. Zwischen 2011 und 2013 war das Bad für eine grundlegende Sanierung geschlossen. Das Freibad hat ein 3×25-Meter-Sportbecken sowie ein Freizeit- und Planschbecken. Zudem gibt es einen Sprungbereich mit 3-Meter-Turm sowie eine Wasserrutsche. Daten: - Wasserfläche: 685 m² - Besucher 2022: 31.363 | weitere Bilder                  |
| Luftbad Dölzschen     | Dölzschen, Luftbadstraße 31 (Lage)                  | Das Bad eröffnete 1870 als „Luft- und Lichtbad Dölzschen“ und wurde 1911 zum Freibad umgebaut. Seit 1986 ist es FKK-Bad. Es hat ein 50-Meter-Sportbecken mit vier Bahnen. Das Planschbecken wurde aufgrund mangelhafter Wasseraufbereitung zu einem Wasserspielplatz umgebaut. Daten: - Wasserfläche: 600 m² - Besucher 2022: 10.398 | weitere Bilder                  |
| Georg-Arnhold-Bad     | Pirnaische Vorstadt, Helmut-Schön-Allee 2 (Lage)    | Das nach dem Erbauer, dem Geheimrat Georg Arnhold, benannte Schwimmbad wurde im Juni 1926 eröffnet und hieß von 1934 bis 1948 Güntzwiesenbad. Es hatte zunächst ein 100 × 30 Meter langes Becken, das später geteilt und während der Sanierung von 1995 bis 1997 durch die heutige Beckenstruktur ersetzt wurde. Dabei wurde die Anlage um das benachbarte Kombibad erweitert. Zum Freibad des Georg-Arnhold-Bades gehören heute unter anderem ein beheizbares Sportbecken mit sechs 25-Meter-Bahnen, ein Erlebnisbecken mit Strömungskanal und eine Röhrenrutsche. Daten: - Wasserfläche: 958 m² - Besucher 2022: 58.108 | weitere Bilder                  |
| Waldbad Langebrück    | Langebrück, Stiehlerstraße 23 (Lage)                | Die Eröffnung des Waldbades war im Jahr 1902 unter dem Namen „Germaniabad“. Heute gibt es neben einer Rutsche auch zahlreiche Außensportanlagen. Das Planschbecken wurde aufgrund fehlender Wasseraufbereitung durch einen Wasserspielplatz ersetzt. Die Gebäude sowie das Badebecken stehen unter Denkmalschutz. Daten: - Wasserfläche: 3.180 m² - Besucher 2022: 23.859 | weitere Bilder                  |
| Naturbad Mockritz     | Mockritz, Münzteichweg 22b (Lage)                   | Das Freibad entstand 1925 aus der Umgestaltung des Münzteiches, der im 17. Jahrhundert angelegt worden war. Es wird aus einer natürlichen Quelle gespeist. Das Bad besteht aus einem naturnahen Badesee, einem Planschbecken und einem Kneippbecken und verfügt über eine Breitrutsche. Das Naturbad Mockritz ist nach Cossebaude das Freibad mit der zweithöchsten jährlichen Besucherzahl. Daten: - Wasserfläche: 10.080 m² - Besucher 2022: 49.740 | weitere Bilder                  |
| Freibad Prohlis       | Prohlis, Georg-Palitzsch-Straße 50 (Lage)           | Das Prohliser Freibad wurde 1930 auf dem Gelände einer alten Lehmgrube eröffnet. 1988 wurde die Schwimmhalle ergänzt. Zusammen mit dem Neubau des Hallenbades wurde auch das Freibad ab 2018 neu errichtet und 2021 wiedereröffnet. Es verfügt über ein 25-Meter-Sportbecken, ein Erlebnis- und ein Planschbecken sowie eine Wasserrutsche. Daten: - Wasserfläche: 654 m² - Besucher 2022: 19.708 | weitere Bilder                  |
| Freibad Wostra        | Kleinzschachwitz, An der Wostra 7 (Lage)            | Das Freibad Wostra liegt unmittelbar neben dem Strandbad und wurde 1930 eröffnet. Nach Schäden durch das Elbehochwasser 2002 wurde die Anlage 2006 saniert wiedereröffnet. Das Bad verfügt über ein 25-Meter-Sportbecken mit vier Bahnen, ein Planschbecken sowie eine Sprunganlage mit Fünf- und Drei-Meter-Turm. Daten: - Wasserfläche: 930 m² - Besucher 2022: 34.218 | weitere Bilder                  |
| Strandbad Wostra      | Kleinzschachwitz, Wilhelm-Weitling-Straße 39 (Lage) | Das Bad entstand 1982 an einem renaturierten Kiessee und wird als FKK-Bad betrieben. Es hat den namensgebenden Sandstrand sowie einen Schwimmer- und Nichtschwimmerbereich im Badesee. Benachbart liegt das Freibad Wostra. Daten: - Wasserfläche: 11.000 m² - Besucher 2022: 25.816 | FKK-Strandbad Wostra            |
| Zschonergrundbad      | Briesnitz, Merbitzer Straße 61 (Lage)               | Das Zschonergrundbad wurde von Paul Wolf entworfen und 1927 eröffnet. Aufgrund von baulichen Mängeln wurde es 1988 geschlossen und 2015 durch einen eingetragenen Verein als Betreiber nach umfangreichen Instandsetzungen wiedereröffnet. Daten: - Wasserfläche: 750 m² | weitere Bilder                  |

### Offene Badestellen
Von der Dresdner Bäder GmbH werden zwei „offene Badestellen“ betrieben. Diese können ohne Rettungspersonal und Erhebung von Eintrittsgeldern auskommen. Die beiden offenen Badestellen entstanden 2018 aus der Umwandlung zweier ehemaliger Freibäder mit geringer Besucherfrequenz im Dresdner Norden und Nordosten.
| Name                       | Adresse/Lage                       | Beschreibung | Bild           |
| -------------------------- | ---------------------------------- | --- | -------------- |
| Offene Badestelle Weißig   | Weißig, Am Marienbad 12 (Lage)     | Das ehemalige Marienbad Weißig wurde 1897 eröffnet und befindet sich am Rand der Dresdner Heide. Daten: - Wasserfläche: 3.915 m² | weitere Bilder |
| Offene Badestelle Weixdorf | Weixdorf, Zum Sportplatz 1a (Lage) | Im ehemaligen Waldbad Weixdorf am Lausaer Großteich wird von der Sächsischen Umweltakademie ein Grünes Klassenzimmer betrieben. Das Bad wurde am 17. Juni 1906 als Prinz-Hermann-Bad eröffnet. Nach einigen Erweiterungen in der ersten Hälfte des 20. Jahrhunderts wurde es ab 1962 modernisiert. Der Bahnhof Weixdorf Bad ist nach dem Waldbad benannt. Daten: - Wasserfläche: 10.600 m² | weitere Bilder |